# Robert Williams Wood
Robert Williams Wood (Concord, Massachusetts, 2 de maig de 1868 - Amityville, Nova York, 11 d'agost de 1955) va ser un físic estatunidenc.
Professor de física experimental a la Universitat Johns Hopkins des del 1901, va ser conegut a nivell mundial pel seu treball al desacreditar l'existència dels raigs N.
Els seus camps d'interès incloïen l'espectroscòpia de Raman, els camps d'emissió, l'òptica i l'elaboració de les anomenades "reixetes de difracció", l'efecte òptic del qual posteriorment seria anomenat "anomalia de Wood". Va guanyar la medalla Henry Draper de l'Acadèmia Nacional de Ciències dels Estats Units el 1940 per la seva contribució en l'astrofísica.
Va publicar una sèrie de llibres, com ara Òptica Física (1905) i un llibre d'humor, disfressat de text naturalista, anomenat How to tell the Birds from the Flowers: A revised Manual of Flornithology for Beginners [Com distingir els ocells de les flors: Un manual revisat de flornitologia simplificada] (1907).
Carl Sagan va explicar la següent anècdota d'aquest professor:
| «            | "Fa moltes dècades, en un sopar, es va demanar al físic Robert W. Wood que respongués al brindis: «Per la física i la metafísica.» Per «metafísica» s'entenia llavors una mena de filosofia o veritats que un pot reconèixer només pensant en elles. També podien haver inclòs la pseudociència. Wood va respondre aproximadament d'aquesta manera: El físic té una idea. Com més pensa en ella, més sentit li sembla que té. Consulta la literatura científica. Com més llegeix, més prometedora li sembla la idea. Amb aquesta preparació va al laboratori i concep un experiment per comprovar-ho. L'experiment és laboriós. Es comproven moltes possibilitats. S'afina la precisió del mesurament, es redueixen els marges d'error. Deixa que els casos segueixin el seu curs. Es concentra només en el que li ensenya l'experiment. Al final de tot el seu treball, després d'una minuciosa experimentació, es troba que la idea no té valor. Així, el físic la descarta, allibera la seva ment de la confusió de l'error i passa a una altra cosa. La diferència entre física i metafísica no és que els practicants d'una siguin més intel·ligents que els de l'altra. La diferència és que la metafísica no té laboratori". | » |
| — Carl Sagan | |   |

## Honors
El "Cràter Wood", al costat fosc de la lluna, va ser anomenat en el seu honor per haver descobert que, sota fotografia ultraviolada, el cràter prenia una fisonomia diferent, reflectint un dipòsit de sulfits no identificats amb anterioritat.